# Oligodon macrurus
Oligodon macrurus är en ormart som beskrevs av Angel 1927. Oligodon macrurus ingår i släktet Oligodon och familjen snokar. IUCN kategoriserar arten globalt som otillräckligt studerad.
Artens utbredningsområde är Vietnam. Det ligger i provinserna Khanh Hoa och Ninh Thuan. Ett exemplar hittades vid 200 meter över havet. Uppgifter om habitatet saknas. Honor lägger antagligen ägg.
Inga underarter finns listade i Catalogue of Life.